# Vol.3: 1952-1953
Vol.3: 1952-1953  è un CD di Zoot Sims, pubblicato dalla Blue Moon Records nel 1995.Il CD, il terzo della raccolta intitolata The Complete 1944-1954 Small Group Sessions, raccoglie appunto incisioni effettuate dal sassofonista in quel periodo di tempo.

## Tracce
1. Ghost of a Chance – 3:08 (Crosby, Washington, Young) – Registrato nell'aprile del 1952 a New York City, New York
2. Vilia – 2:40 (Lehar) – Registrato nell'aprile del 1952 a New York City, New York
3. Tangerine – 4:24 (Schertzinger, Mercer) – Registrato l'8 settembre 1952 a New York City, New York
4. Zootcase – 4:23 (Zoot Sima) – Registrato l'8 settembre 1952 a New York City, New York
5. The Red Door – 4:33 (Zoot Sims) – Registrato l'8 settembre 1952 a New York City, New York
6. Morning Fun – 5:36 (Zoot Sims, Al Cohn) – Registrato l'8 settembre 1952 a New York City, New York
7. There I've Said It Again – 3:04 (Evans, Mann) – Registrato il 23 gennaio 1953 a New York City, New York
8. Jaguar – 2:58 (J. Smith) – Registrato il 23 gennaio 1953 a New York City, New York
9. Dream – 2:27 (J. H.) – Registrato il 23 gennaio 1953 a New York City, New York
10. Baby Please Come on Home – 3:10 (C. Williams) – Registrato il 23 gennaio 1953 a New York City, New York
11. Sidewalks of Cube – 2:50 (Oakland, Parish, Mills) – Registrato il 13 aprile 1953 a New York City, New York
12. Prospecting – 2:28 (Chuck Wayne) – Registrato il 13 aprile 1953 a New York City, New York
13. Tasty Pudding – 3:15 (Al Cohn) – Registrato il 13 aprile 1953 a New York City, New York
14. While My Lady Sleeps – 2:30 (Kahn) – Registrato il 13 aprile 1953 a New York City, New York
15. My Funny Valentine – 2:11 (Richard Rodgers, Lorenz Hart) – Registrato nell'aprile del 1952 a New York City, New York
16. Cavu – 2:44 (Johnny Smith) – Registrato nel 1952 o 1953
17. I'll Be Around – 2:36 (B. Wilder) – Registrato nel 1952 o 1953

## Musicisti
Brani nr. 1, 2 e 15
Johnny Smith Quintet
- Zoot Sims - sassofono tenore
- Johnny Smith - chitarra
- Sanford Gold - pianoforte
- Eddie Safranski - contrabbasso
- Don Lamond - batteria[1]

Brani nr. 3, 4, 5 e 6
Zoot Sims Sextet
- Zoot Sims - sassofono tenore
- Al Cohn - sassofono tenore
- Kai Winding - trombone (tranne in Morning Fun)
- George Wallington - pianoforte
- Percy Heath - contrabbasso
- Art Blakey - batteria[2]

Brani nr. 7, 8, 9 e 10
Zoot Sims Quintet
- Zoot Sims - sassofono tenore
- Chester Slater - organo
- Lord Westbrook - chitarra
- Peck Morrison - contrabbasso
- Tim Kennedy - batteria[3]

Brani nr. 11, 12, 13 e 14
Chuck Wayne Quintet
- Zoot Sims - sassofono tenore
- Chuck Wayne - chitarra
- Harvey Leonard - pianoforte
- George Duvivier - contrabbasso
- Ed Shaughnessy - batteria[4]

Brani 16 e 17
Johnny Smith Quintet
- Zoot Sims - sassofono tenore
- Johnny Smith - chitarra
- Sanford Gold - pianoforte
- Eddie Safransky o Bob Carter - contrabbasso
- Don Lamond o Morey Feld - batteria[5]